# Erecanana lentiginosa
Erecanana lentiginosa is een hooiwagen uit de familie Podoctidae.